# Aso Palani
Aso Palani (ur. 2 marca 1987) – kanadyjski zapaśnik walczący w stylu wolnym. Zajął 22. miejsce na mistrzostwach świata w 2017. Srebrny medalista mistrzostw panamerykańskich w 2017, a brązowy w 2009 i 2010. Trzeci na mistrzostwach Wspólnoty Narodów w 2009 roku.